# Sieglinde Feldhofer
Sieglinde Feldhofer (* 24. Februar 1985 in Bruck an der Mur) ist eine österreichische Opernsängerin (Sopran). 

## Leben
Sieglinde Feldhofer wuchs in St. Kathrein am Hauenstein auf und studierte an der Universität für Musik und darstellende Kunst Graz Gesang.
Seit 2008 ist sie Ensemblemitglied der Oper Graz, wo sie unter anderem als Papagena in der Zauberflöte, als Gretel in Hänsel und Gretel, als Zerlina in Don Giovanni, als Eliza Doolittle in My Fair Lady, als Ottilie Giesecke in Im weißen Rößl, als Maria in der West Side Story, als Maria Rainer in The Sound of Music, als Schlafittchen im Traumfresserchen und als Barbarina in Le nozze di Figaro auf der Bühne stand.
Bei den Seefestspielen Mörbisch sang sie 2010 die Mascha im Zarewitsch und 2012 die Adele in der Fledermaus. 2017 war sie als Christel im Vogelhändler zu sehen. An der Volksoper Wien debütierte sie 2011 als Franziska Cagliari in Wiener Blut, am Salzburger Landestheater 2012 als Adele in der Fledermaus. 
Beim Lehár Festival Bad Ischl verkörperte sie 2013 in Wo die Lerche singt die Rolle der Margit, außerdem stand sie dort 2016 als Phoebe in Die Juxheirat und als Kondja Gül in Die Rose von Stambul auf der Bühne. Am Stadttheater Baden debütierte sie als Sonja im Zarewitsch, Anfang 2018 war sie als Valencienne in Die lustige Witwe am National Centre for the Performing Arts in Peking zu sehen. Im Sommer 2018 sang sie beim Lehár Festival Bad Ischl in Die Blume von Hawaii die Rolle der Prinzessin Laya, 2019 die Titelrolle der Clo-Clo Mustache in der Lehar-Operette Clo-Clo. 2020 gab sie an der Sommerarena Baden die Blanka in Die blaue Mazur. In Wiener Frauen feierte sie im Sommer 2022 in Ischl in der Rolle der Claire Premiere. In Schön ist die Welt war sie 2023 in Ischl als Prinzessin Elisabeth von und zu Lichtenberg zu erleben. Im Februar 2024 feierte sie als Minka in Die Nachtigall von Gorenjska von Anton Foerster Premiere.
2012 hatte sie einen Gastauftritt in der Episode Staub zu Staub der Fernsehserie SOKO Donau, wo sie die Rolle einer des Mordes verdächtigen Sängerin spielte.

## Diskografie (Auswahl)
- 2010: Der Zarewitsch, Seefestspiele Mörbisch, Dirigent Wolfdieter Maurer, OehmsClassics
- 2014: Wo die Lerche singt, Franz Lehár-Orchester, Dirigent Marius Burkert, classic production osnabrück
- 2017: Die Juxheirat, Franz Lehár-Orchester, Dirigent Marius Burkert, classic production osnabrück
- 2023: Clivia von Nico Dostal, Chor der Oper Graz, Grazer Philharmoniker, Dirigent Marius Burkert, classic production osnabrück[14]
- 2023: Wiener Frauen von Franz Lehár, Chor des Lehár Festivals Bad Ischl, Franz-Lehár-Orchester, Dirigent Marius Burkert, classic production osnabrück[15]

## Auszeichnungen
- 2013: Österreichischer Musiktheaterpreis – Auszeichnung als Beste Nachwuchskünstlerin für ihre Darstellung der Titelrolle in Gigi an der Grazer Oper[16][17]
- 2022: Lehár Festival Kristall des Lehár Festivals Bad Ischl[18]